# Croix de Noailles
La croix de Noailles, ou parfois obélisque de Noailles, est une croix de chemin du XVIIIe siècle située au centre de la forêt de Saint-Germain-en-Laye, en Île-de-France.

## Localisation
La croix de Noailles s'élève au centre de la forêt de Saint-Germain-en-Laye, au croisement de la N184 (sur un axe nord-sud qui mène de Conflans-Sainte-Honorine à Saint-Germain-en-Laye) et de la D308 (sur un axe est-ouest qui mène de Maisons-Laffitte à Poissy). Elle est administrativement située sur le territoire de la commune de Saint-Germain.

## Description
Une croix en pierre surmonte une colonne d'ordre dorique, dont le fût est cannelé et rudenté. Le socle de la colonne est mouluré et prend la forme d'un parallélépipède galbé, dont les quatre côtés sont ornés de médaillons, certains d'entre eux étant sculptés de blasons. L'ensemble repose sur une base ronde surélevée de deux marches,.

## Histoire
La croix de Noailles est érigée en 1751 sur ordre d'Adrien Maurice, 3e duc de Noailles et gouverneur de Saint-Germain. C'est la dernière croix érigée dans la forêt.
À sa construction, la croix qui coiffe la colonne est en fer. Pendant la Révolution, cette croix, ainsi que l'inscription et les armoiries à la base de la colonne, sont retirées en application d'un arrêté pris le 4 février 1793 par le conseil général de la commune de Saint-Germain-en-Laye, sous l'administration de Joseph Caillot. Cet arrêté vise en effet à faire enlever toutes les croix, symboles chrétiens, se trouvant sur le territoire de la commune, ainsi que « toutes marques rappelant [l'idée de] la royauté et de la féodalité »,. On envisage que la colonne, épargnée, soit déplacée sur le Parterre du château de Saint-Germain pour la fête du 10 août 1793, sans que ce ne soit suivi d'effet,,.
La croix de Noailles est classée monument historique par un arrêté du 22 août 1942,. Elle est restaurée en 1953,, avec la réinstallation d'une croix au sommet de la colonne, pour remplacer celle déposée à la Révolution. Cette nouvelle croix est bénie le 25 juin 1953 par Émile Baudet, vicaire général représentant l'évêque de Versailles, assisté par Roger Michon, chanoine et curé doyen de Saint-Germain-en-Laye, en présence de membres de la famille de Noailles.

## Autre destination
L'Institut national de l'information géographique et forestière (IGN) a installé un repère de nivellement du réseau NGF sur sa face côté Saint-Germain, à 23 cm au-dessus du socle.

À proximité de la croix de Noailles
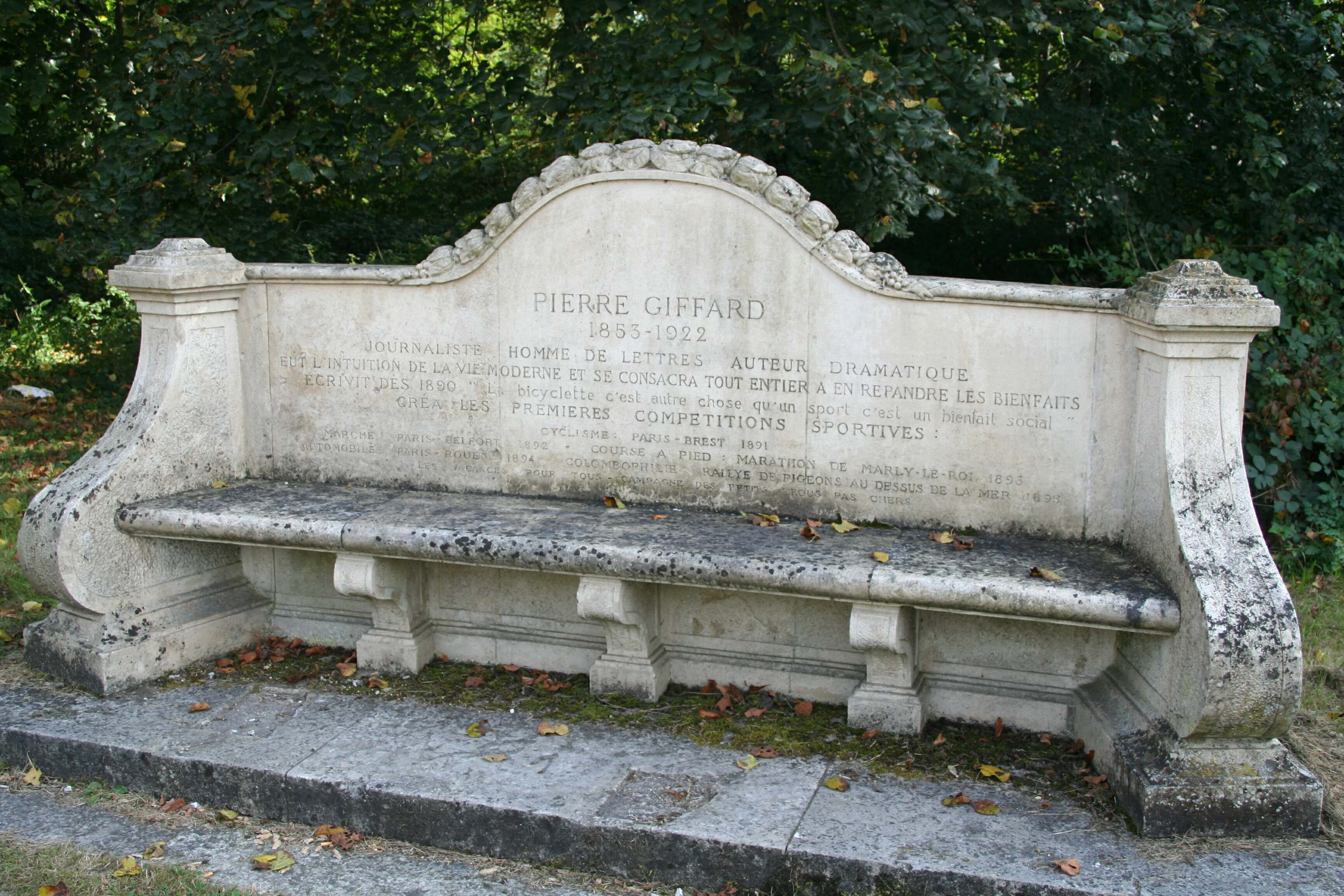
Banc public inauguré le 18 novembre 1923 en l'honneur de Pierre Giffard[14],[15],[16].
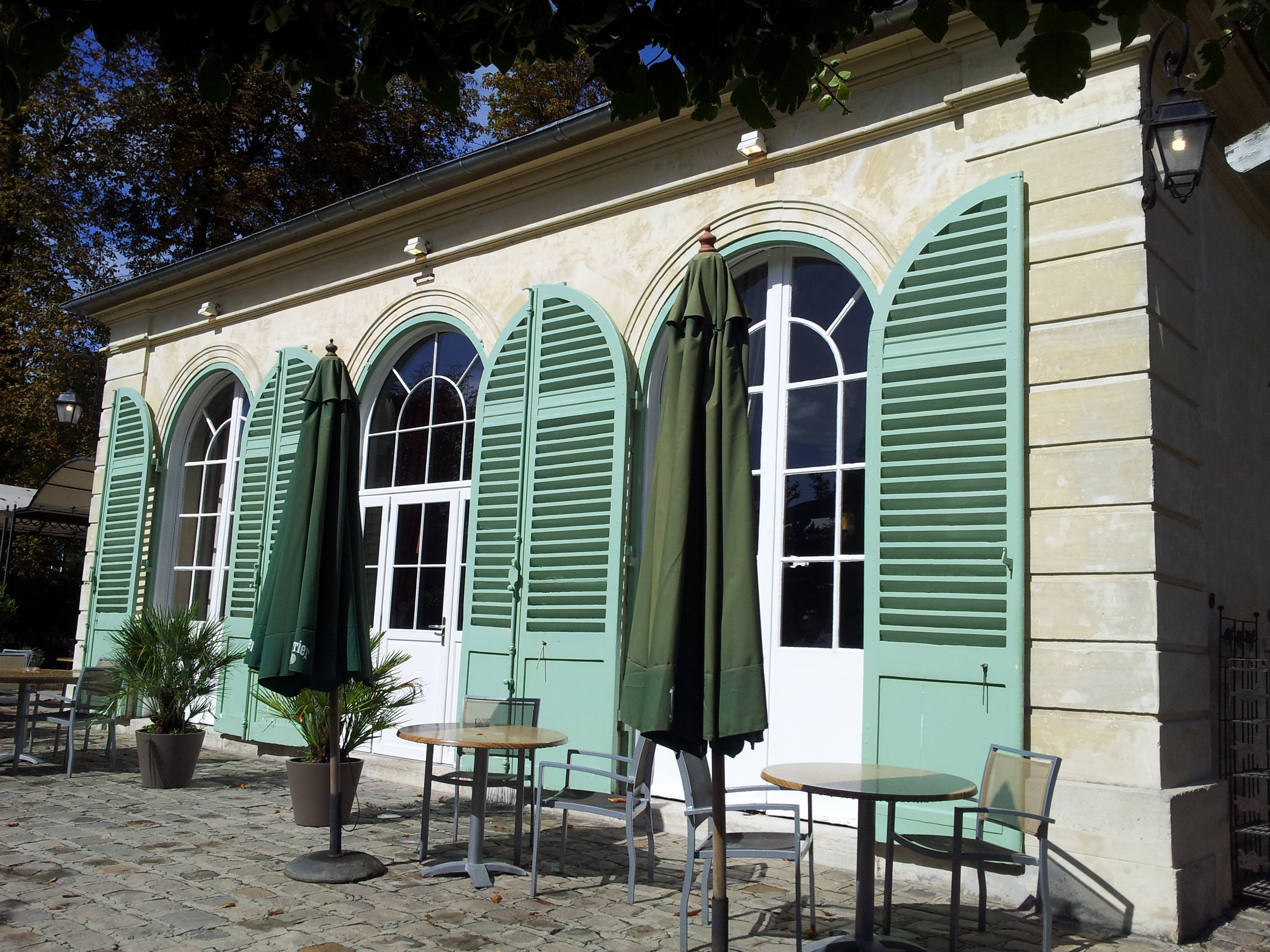
Pavillon de chasse de la croix de Noailles[17],[18].